# مولد نجم (فلم 1937)
مولد نجم (بالإنجليزية: A Star Is Born) هو فيلم دراما تم إنتاجه في الولايات المتحدة وصدر في سنة 1937.

## طاقم التمثيل
- جانيت جاينور
- فريدريك مارج

## الميزانية والإيرادات
بلغت تكلفة إنتاج الفيلم حوالي 1,159,000 دولار بينما حقق أرباحا تقدر بـ over 2 مليون دولار.

### ترشيحات وجوائز
| السنة | الحدث  | الفئة     | النتيجة |
| ----- | ------ | --------- | ------- |
|       | أوسكار | أفضل فيلم | ترشـيـح |

## وصلات خارجية
- مقالات تستعمل روابط فنية بلا صلة مع ويكي بيانات
- الفيلم متوفر للتحميل المجاني على أرشيف الإنترنت